# APStar 6D
APStar 6D (chinesisch 亞太6D通信衛星 / 亚太6D通信卫星, Pinyin Yàtài 6D Tōnxìn Wèixīng) ist ein kommerzieller Kommunikationssatellit der AP Satelliten-Breitbandkommunikation GmbH (亚太卫星宽带通信（深圳）有限公司) aus Shenzhen, Volksrepublik China.
Er wurde am 9. Juli 2020 um 12:11 Uhr UTC mit einer Trägerrakete vom Typ Langer Marsch 3B/G2 vom Kosmodrom Xichang in eine geostationäre Transferbahn gebracht.

## Satellit
Der beim Start 5550 kg schwere Satellit wurde im Auftrag der China Great Wall Industry Corporation, dem kommerziellen Arm der China Aerospace Science and Technology Corporation (CASC), bei der Chinesischen Akademie für Weltraumtechnologie – ebenfalls ein Unternehmensbereich von CASC – unter der Leitung von Wei Qiang (魏强) auf der Basis ihres Satellitenbuses DFH-4E entwickelt und gebaut.
Dieser Bus besitzt einen Hybridantrieb mit einem chemischen Triebwerk, um nach dem Aussetzen von der Trägerrakete seinen Zielorbit zu erreichen, sowie vier vom Forschungsinstitut für weltraumbezogene technische Physik Lanzhou entwickelte Xenon-Ionentriebwerke vom Typ LIPS-200 mit einer Schubkraft von jeweils 40 mN für Bahnkorrekturmanöver während des Betriebs. Jedes dieser Triebwerke, von denen maximal zwei gleichzeitig in Betrieb sind, nimmt 1 kW an elektrischer Leistung auf. Zusammen mit den anderen Betriebssystemen des Satelliten und den Nutzlasten erfordert dies eine leistungsfähige Stromversorgung. APStar 6D besitzt zwei um die Längsachse schwenkbare Solarzellenflügel mit jeweils vier Solarmodulen, die den Satelliten mit einer Gesamtleistung von 13,5 kW versorgen. Davon stehen 10 kW für die Transponder zur Verfügung, der Rest wird für die Betriebssysteme benötigt.
Die Transponder des Satelliten wurden von der Akademie für Weltraumkommunikation in Xi’an entwickelt. Acht Ka-Band-Transponder dienen der Verbindung mit Bodenstationen in Xi’an, Peking, Shenzhen, Hongkong, Kuala Lumpur und Perth, die jeweils mit Parabolantennen von 13,2 m Durchmesser ausgerüstet sind.
Hier beträgt die Datenübertragungsrate 100 Mbit/s. Die Ku-Band-Transponder wurden speziell für die Breitbandkommunikation mit Schiffen und Flugzeugen in der Westpazifik-Region und im Bereich des Indischen Ozeans entwickelt. APStar 6D verfügt über 90 in verschiedene Richtungen strahlende Ku-Band-Transponder, mit denen ein mehr oder weniger kreisförmiges Gebiet abgedeckt wird; die Datenübertragungsrate in einem einzelnen Strahl beträgt gut 1 Gbit/s. Der Satellit als Ganzes besitzt eine Datendurchsatzrate von 50 Gbit/s.

## Trägerrakete
Die für den Start vorgesehene, von der Chinesischen Akademie für Trägerraketentechnologie hergestellte Trägerrakete Langer Marsch 3B/G2 (das „G2“ bezeichnet eine Variante mit einer Nutzlastverkleidung von 4 m Durchmesser) besitzt eine maximale Nutzlastkapazität von 5,5 t für eine geostationäre Transferbahn. Der Satellit hatte jedoch ein Startgewicht von 5,55 t, war also um 50 kg zu schwer. Da der Satellit nicht leichter gebaut werden konnte, musste man das Eigengewicht der inklusive Treibstoff 458 t schweren Rakete um 50 kg reduzieren. Hierfür wurden drei Maßnahmen getroffen:
- Die CZ-3B besitzt in der dritten Stufe fünf Druckgasflaschen aus einer Titanlegierung, in denen sich Helium für den Druckausgleich in den Treibstofftanks befindet. Man entschloss sich dazu, auf eine der redundanten Gasflaschen zu verzichten und die restlichen vier aus einem Verbundwerkstoff anstatt Titan herzustellen. Dadurch wurden 20 kg eingespart.
- Bei den Tanks für Flüssigsauerstoff und flüssigen Wasserstoff der dritten Stufe wurde die Wandstärke reduziert. Zusammen mit einer etwas geänderten Konstruktion und optimierten Schweißnähten konnten weitere 10 kg eingespart werden.
- Im Wasserstofftank der dritten Stufe der CZ-3B befinden sich vier übereinander angeordnete, runde Platten, die ein Schwappen des Treibstoffs bei Änderungen der Fluglage verhindern sollen. Hierbei handelt es sich um eine Standardkonstruktion, die für alle erdenklichen Flugbahnen ausgelegt ist. Speziell für den Start von APStar 6D waren jedoch nur zwei Antischwapp-Platten nötig. Dadurch wurden die restlichen 20 kg eingespart.[3]

## Mission
Nach dem Start am 9. Juli 2020 kam der Satellit am 17. Juli in einem geostationären Orbit an. Dort wurden erste Tests durchgeführt. Anschließend bewegte sich der Satellit zu seiner endgültigen Position bei 134° östlicher Länge. Nach abschließender Überprüfung wurde APStar 6D im Dezember 2020 von der China Aerospace Science and Technology Corporation an die AP Satelliten-Breitbandkommunikation GmbH übergeben, eine Tochterfirma, die CASC im Juli 2016 zusammen mit dem Ministerium für Verkehrswesen gegründet hatte. Das Ziel der mit einem Stammkapital von 2 Milliarden Yuan ausgestatteten Firma war damals, mit einer Gesamtinvestition von 10 Milliarden Yuan drei bis vier geostationäre Breitband-Satelliten zu starten, um Transportfirmen einen globalen Internetzugang zu ermöglichen.
Von seiner Position über dem Äquator deckt der Satellit mit seinen in verschiedenen Winkeln ausgerichteten Ku-Band-Transpondern den westlichen Pazifik bis Hawaii und den östlichen Indischen Ozean bis Gujarat ab, von Sibirien bis zur Antarktis – von 58° bis 210° östlicher Länge und zwischen 70° nördlicher und südlicher Breite. APStar 6D kann zwar auch mit stationären Antennen genutzt werden, primär ist der Satellit jedoch für Breitband-Kommunikation mit in Bewegung befindlichen Schiffen, Flugzeugen und Fahrzeugen gedacht. Seit der Mission Shenzhou 12 im Sommer 2021 dient APStar 6D in Ergänzung zu den Tianlian-Relaissatelliten auch zur Datenübertragung von Raumschiffen während des Anflugs vom Kosmodrom Jiuquan zur Chinesischen Raumstation sowie beim Rückflug während der Vorbereitung zum Eintritt in die Erdatmosphäre. APStar 6D hat eine erwartete Lebensdauer von mindestens 15 Jahren.